# Hu Yixuan
Hu Yixuan (chinesisch 胡意旋; * 31. Januar 1995 in Zhaotong, Volksrepublik China) ist eine chinesische Schauspielerin. Im Jahr 2017 debütierte sie in der Fernsehserie I cannot hug you. Beim fünften Jinguduo Network Film and Television Festival erhielt sie den Preis für die beste Newcomerin. 

## Biografie
Hu Yixuan studierte Rechnungswesen an der Universität, nach ihrem Abschluss wollte sie jedoch einen anderen Weg einschlagen. Anfangs war die Schauspielerei nicht ihr Traumberuf, sie fand aber sehr bald gefallen daran. Ihr Debüt gab sie 2017 in dem Film I Cannot Hug You. Anschließend spielte sie 2018 in Summer's Desire mit. Im selben Jahr trat sie in I'm a Pet At Dali Temple auf. 2020 wurde Yixuan für den Film My Dear Destiny gecastet. 2022 setzte sie ihre Karriere in The Blue Whisper fort.

## Filmografie
Serien
- 2017: I Cannot Hug You
- 2018: Summer's Desire
- 2018: I'm a Pet At Dali Temple
- 2019: Macau Family
- 2019: The Mysterious World
- 2020: The Sweet Girl
- 2020: My Dear Destiny
- 2020: The Sleepless Princess
- 2021: Unforgettable Love
- 2021: A River Runs Through It
- 2022: The Blue Whisper